# Ish (Unternehmen)
Die ish NRW GmbH war ein regionaler Kabelnetzbetreiber in Nordrhein-Westfalen mit Sitz in Köln. Das Unternehmen war Entwickler und Betreiber des ehemaligen Telekom-Kabelnetzes in Nordrhein-Westfalen, des größten zusammenhängenden Breitbandnetzes in Deutschland. Das ish-Produktangebot umfasste analoges und digitales Kabelfernsehen, Highspeed-Internetzugang und Telefonie.
Am 22. Mai 2007 wurden die regionalen Kabelnetzbetreiber iesy (Hessen), ish (NRW) – beide Netzebene 3 – und Tele Columbus West GmbH (Netzebene-4-Kabel-TV-Anbieter) zur neuen Marke Unitymedia zusammengeführt.

## Geschichte
Das Kabelnetz in Nordrhein-Westfalen gehörte bis zum Juli 2000 der Deutschen Telekom, die es durch ihre Tochtergesellschaft Kabel NRW betrieb. Am 1. Juli 2000 wurde Kabel NRW privatisiert. Das amerikanisch-britische Unternehmen Callahan Associates International übernahm 55 % der Anteile am Kabelnetz der Deutschen Telekom in Nordrhein-Westfalen. Zum Betrieb wurde ish als Tochtergesellschaft gegründet und am 12. Oktober 2001 auf dem Markt eingeführt. Im Jahr 2002 geriet es in finanzielle Schwierigkeiten. Schließlich erhob ish die Gebühren drastisch; die Regulierungsbehörde für Telekommunikation und Post (RegTP) prüfte und billigte die Erhöhung im Frühjahr 2002.
Zeitgleich zur Privatisierung wurde die „ish KS NRW GmbH & Co. KG“ gegründet, die aus der früheren DeTeKabelService GmbH (DeTeKS) in Nordrhein-Westfalen, einer Service-Tochter der Deutschen Telekom, hervorging. Als Schwesterunternehmen von ish sorgte ish KabelService (ish KS) für die professionelle Verteilung der Kabelsignale auf der sogenannten Netzebene 4 – also innerhalb des Hauses. Mit der Umbenennung von ish in ish NRW GmbH wurde die frühere Tochter „ishKS“ Teil der ish NRW GmbH.
Eine Übernahme durch Kabel Deutschland lehnte das Bundeskartellamt im September 2004 ab. Zwei Jahre lang gehörte ish einem internationalen Bankenkonsortium, bis das Unternehmen im Juni 2005 mit iesy Hessen mit Genehmigung des Bundeskartellamtes unter dem Dach des neu gegründeten Unternehmens Unity Media zusammengeschlossen wurde.
Laut Unternehmensinformationen versorgte ish zuletzt rund 3,7 Millionen Haushalte (Stand April 2007). Im Unternehmen arbeiteten insgesamt 900 Mitarbeiter. Im Callcenter in Bochum waren weitere 250 Mitarbeiter beschäftigt.

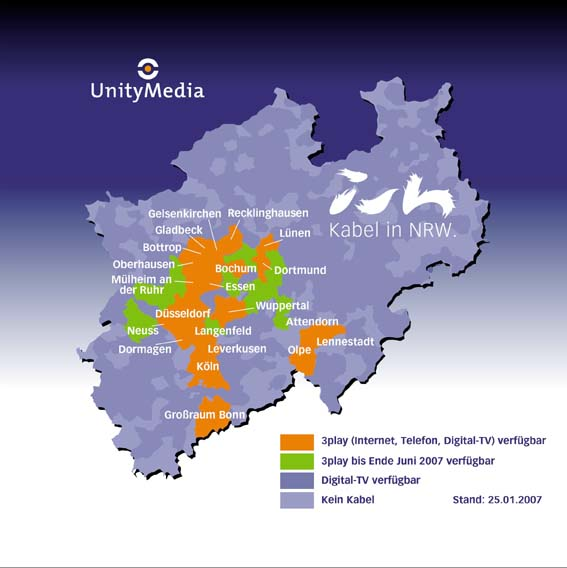
Verbreitungsgebiet der ish-Kabelnetze

Zwischenzeitlich firmierte die Gesellschaft unter Unitymedia NRW GmbH, die mittlerweile als Vodafone NRW GmbH zu Vodafone Deutschland gehört.

## Programme
Die digitalen Programme waren bei ish wie folgt zusammengestellt:
- ARD Digital
- ZDFvision
- tividi Free
- tividi Family
- tividi Basic (enthielt zusätzlich zum Family-Paket weitere Programme)
- tividi Home (zusätzlich mit Arena-Paket)
- tividi Extra („nationale und internationale Sportprogramme, internationale Informationsprogramme, Erotikangebote; Nachfolgepaket der früheren Pakete tividi Global, tividi Sports und tividi Privat“)
- tividi International („internationale Unterhaltungsprogramme, Schwerpunkt Türkei“)
- tividi Spanien/Portugal
- tividi Polen
- tividi Russland
- tividi Italien
- tividi Griechenland
- tividi Audio (Classical, Country, Dance, Instrumental, Jazz, Latin, Soul, Oldies, Rock, Pop, International)

## Grundverschlüsselung
ish übertrug alle digitalen Sender mit Verschlüsselung (Nagravision). Für den Empfang benötigten die Kunden einen Digitalreceiver und eine SmartCard von ish. Der Digitale Kabelanschluss kostete 1,41 Euro/Monat für ish-Kabelkunden mit Einzelnutzerverträgen (Stand: April 2007), die Mindestvertragslaufzeit betrug 24 Monate.